# Gewöhnliche Gebirgsschrecke

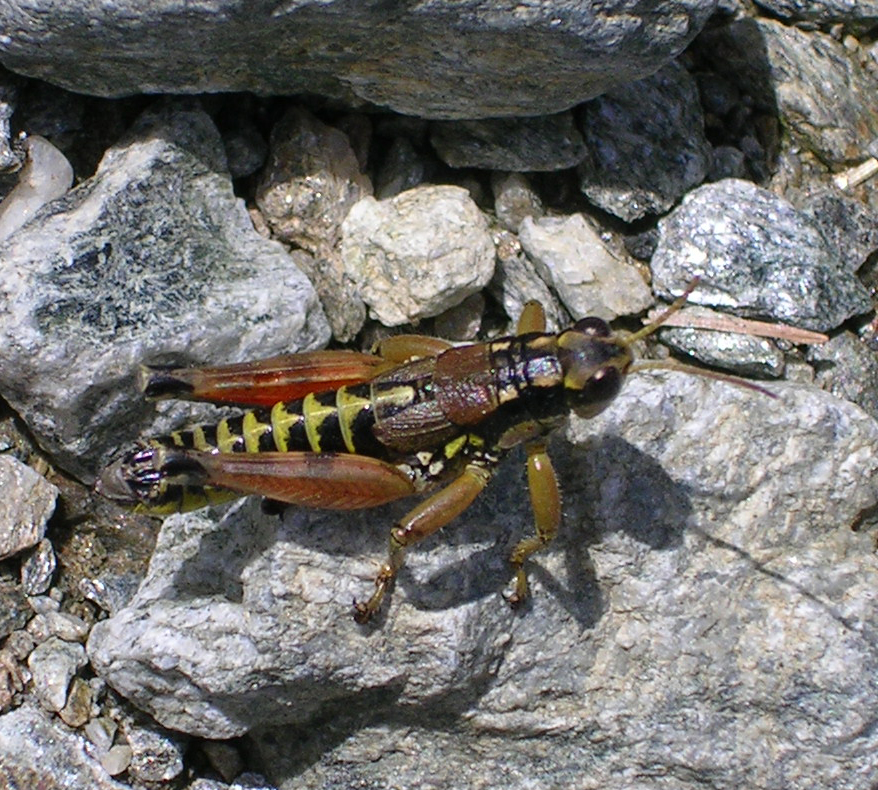
Männchen

Die Gewöhnliche Gebirgsschrecke (Podisma pedestris) ist eine Kurzfühlerschrecke aus der Familie der Feldheuschrecken (Acrididae).

## Merkmale
Die Männchen der Gewöhnlichen Gebirgsschrecke werden 17 bis 19, die Weibchen 24 bis 30 Millimeter lang.
Die Tiere haben eine rotbraune
oder graue, bräunliche oder gelblich olive, aber niemals grüne
Grundfarbe mit gelber und schwarzer Zeichnung.
Von den Facettenaugen bis zum Hinterrand des Halsschildes verläuft ein breiter schwarzer Streifen. Die Oberseite des Halsschildes ist ebenso wie die Seiten der Hinterleibssegmente vorne dunkel. Die Männchen sind deutlich kontrastreicher gemustert als die Weibchen, wodurch ihr Hinterleib schwarz geringelt wirkt.
Die Unterseite des Hinterleibs ist gelb. Die Schenkel (Femora) der Hinterbeine sind auf der Unterseite und innen hellrot, die Schienen (Tibien) bläulich mit weißen Dornen. Die Flügel sind stark zurückgebildet und erreichen nicht die Länge des Halsschildes. Es gibt jedoch sehr selten Individuen mit voll entwickelten Flügeln.

## Vorkommen und Lebensraum
Die Art ist euroasiatisch von den Pyrenäen bis in die Mongolei ins Altaigebirge verbreitet. In Europa kommt sie vor allem in Skandinavien und in den Alpen vor, man findet sie jedoch auch auf der Balkanhalbinsel von Bulgarien bis zum griechischen Olymp. In Mitteleuropa ist die Art vom Elsass über die Schweiz und Österreich, ostwärts in Süd- und Ostdeutschland, Tschechien und Polen verbreitet. In Deutschland kommt die Art nördlich der Donau östlich der Linie Schweinfurt–Ingolstadt und in den bayerischen Alpen von Garmisch nach Osten vor. Die Vorkommen im Norden Deutschlands sind schon lange erloschen. In der vertikalen Verbreitung werden Höhen von 500 bis 2.800 Metern erreicht.
Besiedelt werden warme, trockene, felsige und schwach bewachsene Hänge mit durchlässigen Böden, wie beispielsweise Schutthalden, steinige Alpenwiesen, Waldlichtungen und Trockenrasen. Manchmal findet man sie auch in Mooren.

## Lebensweise
Die ausgewachsenen Tiere findet man von Mitte Juni bis Mitte November, wobei der Höhepunkt im August und September liegt. Die Tiere sind Bodenbewohner und halten sich dort sogar bei intensiver Sonneneinstrahlung auf heißen, schwach bewachsenen Felsplatten auf. Sie sind tolerant gegenüber Nachtfrost. Die Gewöhnliche Gebirgsschrecke ernährt sich von verschiedenen Gräsern und krautigen Pflanzen.
Die Weibchen legen ihre Eier in den Boden ab und überdecken sie mit Bodenstreu. Die Oothek ist 9 bis 16, im Schnitt 11 bis 14 Millimeter lang, an den Enden 4,5 bis 5,5 Millimeter, an den Seiten 6 bis 6,5 Millimeter dick und enthält 11 bis 32 Eier. Ein einzelnes Ei ist 4,5 bis 5,1 Millimeter lang und 1,2 bis 1,5 Millimeter dick. Die Eier überwintern ein- bis zweimal, bevor die Tiere schlüpfen. Es werden fünf Larvenstadien durchlaufen.

## Gesang
Beide Geschlechter können nur mit ihren Mandibeln leise knistern. Bei der Balz schleicht sich das Männchen vorsichtig an und vollführt wippende Bewegungen. Reagiert ein Weibchen und kommt näher, bleibt das Männchen stehen und fixiert es, was es ansonsten auch bei anderen Artgenossen tut. Nähert sich das Weibchen auf unter 10 Zentimeter Entfernung an, wird es vom Männchen besprungen. Das Männchen sitzt dann längere Zeit auf dem Weibchen und vollführt neben Hin- und Herbewegungen auch regelmäßige Serien von Schenkelbewegungen.

## Spezialisierte Feinde
Die Larven des Fadenwurms Mermis nigrescens entwickeln sich in den Imagines, an den Ootheken sind die Larven der Käfer Zonabris floralis, Mylabris polymorpha, Mylabris quadripunctata sowie die Fliege Thyridanthrax fenestratus nachgewiesen.

## Gefährdung und Schutz
Die Art ist in der Roten Liste gefährdeter Arten Deutschlands als „vom Aussterben bedroht“ (Kategorie 1) gelistet, in der Schweizer Roten Liste ist sie als „nicht bedroht“ (LC) ausgewiesen und in der Österreichischen Roten Liste ist sie mit „Gefährdung droht“ (NT) aufgenommen.

## Belege